# Jean de la Grange

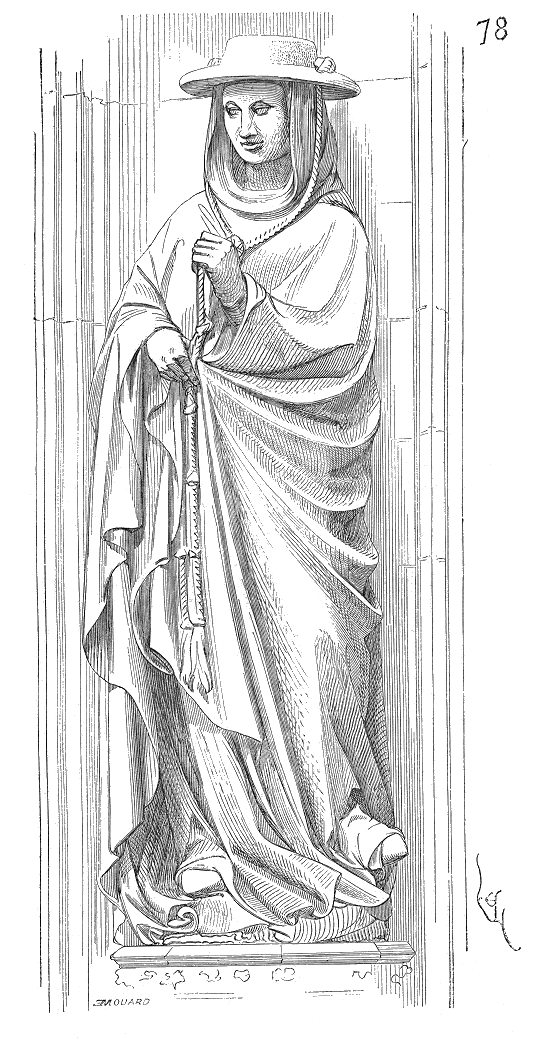
Statue des Kardinals Jean de la Grange an der Kathedrale von Amiens

Jean de la Grange OSBClun (* um 1325; † 25. April 1402 in Avignon) war einer der verantwortlichen Kardinäle für das Abendländische Schisma. Er war der Bruder des Parlamentspräsidenten Étienne de la Grange.

## Leben

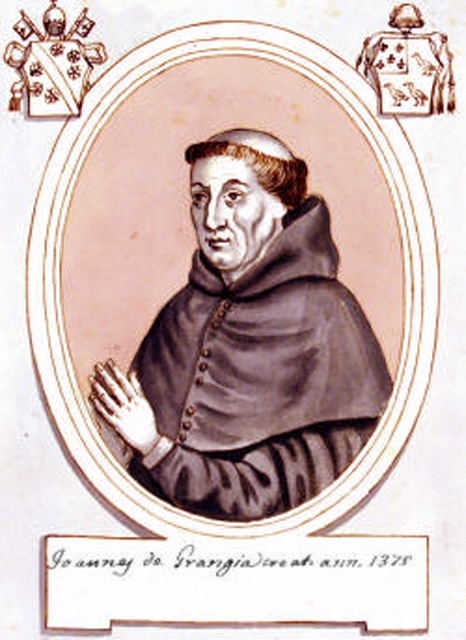
Kardinal Jean de la Grange

Jean de la Grange war Benediktinermönch, Prior von Elincourt und später von Gigny. Er wurde Vertreter des Klosterverbandes von Cluny bei der Kurie. 1358 war er Abt von Fécamp. Sein Schirmherr war Kardinal Guy de Boulogne, den er auf seiner Mission nach Spanien begleitete. Am französischen Hof gehörte er zum Umfeld von Karl dem Bösen, König von Navarra, der um sich einige reformorientierte Kleriker versammelte.
Im Rat des französischen Königs Karl V. (1364–1380) spielte er gemeinsam mit seinem Bruder Étienne eine herausragende Rolle, wo er mit kirchlichen aber auch fiskalischen Aufgaben betraut wurde, was ihm eine solide Unbeliebtheit eintrug. 1370 war er Präsident der Cour des Aides, 1373 wurde er Bischof von Amiens, 1375 Kardinal mit der Titelkirche San Marcello. Als Kardinal von Amiens war er in der Folgezeit gleichzeitig Berater Karls V. wie des Papstes Gregor XI. (1370–1378).
1378 kam er nach Rom, verpasste aber das Konklave, das Urban VI. (1378–1379) zum Papst wählte, weil er sich auf den Konferenzen von Sarzana um den Frieden mit Florenz bemühte, war aber anschließend einer der führenden Köpfe bei der Wahl des Gegenpapstes Clemens VII. (1378–1394) und darf damit als einer der Verantwortlichen für das Abendländische Schisma gelten. Er erreichte die Anerkennung Clemens VII. bei Karl V. und versuchte das gleiche beim König von Kastilien.
Der Kardinal wal war unter Clemens VII. sehr einflussreich, stand unter Benedikt XIII. stärker abseits, an dessen Wahl er ebenfalls beteiligt war. Er reihte sich bald unter diejenigen ein, die auf Benedikts Absetzung drängten (1395) und organisierte die Verweigerung des Gehorsams (1398). Erst sein Tod führte dazu, dass der Streit entschärft wurde.
Jean de la Grange ist der Auftraggeber der neuen Statuen des „Beau Pilier“ (den nordwestlichen Strebepfeiler) der Kathedrale von Amiens: man sieht dort Karl V., den zukünftigen Karl VI., und den zukünftigen Herzog Ludwig von Orléans, Bureau de la Rivière und Jean de la Grange selbst.
Sein Grab befindet sich in Saint-Martial in Avignon und stellt, nach der Grabplatte des Arztes Guillaume de Harsigny von 1393, eines der ersten Beispiele für einen Transi dar (Darstellung des Verstorbenen als Leichnam).